# 宗岡 (志木市)
宗岡（むねおか）は、埼玉県志木市の大字。郵便番号は353-0008。

## 地理
志木市東部に位置する。北から東にかけて荒川を挟んでさいたま市桜区下大久保、南で朝霞市上内間木、南西で下宗岡、西で中宗岡・上宗岡、北西で富士見市南畑新田と接する。元は上宗岡、中宗岡、下宗岡もすべて大字宗岡だったが、住居表示実施により、荒川の堤外地である河川敷部分のみが宗岡として残り、1979年（昭和54年）3月住居表示が実施されているが地番はない。荒川を境にさいたま市桜区と接する。面積は1,901,817平方メートル。
一部荒川左岸の土地も含んでいる。これは川が左岸に蛇行していた名残である。堤外地には田圃などが広がっている。羽根倉橋以北はゴルフ場、南部はサッカー場、グラウンドなどに利用されている場所もある。
朝霞浄水場への取水口がある秋ヶ瀬取水堰があり、釣り客も見られる。ゴマフアザラシのあらちゃんが出現し、一時期見物客が殺到したこともあった。また、同取水堰が荒川の中流と下流、及び淡水域と汽水域（感潮域）の境界となっている。

## 歴史
「宗岡」は荒川と新河岸川に挟まれた平地を指す地名である。そのため、古来から水害の多い土地となっており、江戸時代に宗岡村を守るための堤防が周囲に巡らされた。また、地内には高さ約2 mほどの盛り土の上に土蔵を建てた「水塚」と呼ばれる施設がいくつも作られ、その中に食糧なども保管されており、水害時にはそこに住民が避難するようになっていた。しかし、第二次世界大戦後は、堤防が嵩上げされると共に、新河岸川放水路（川越市、ふじみ野市、富士見市）、びん沼調節池（川越市、富士見市、さいたま市西区）、南畑排水機場（富士見市）等が整備されて水害が減少し、また、住宅開発の進展と共に「水塚」も姿を消したことから、新住民はその歴史を知らない場合も多いとされる。

### 沿革
- 1970年（昭和45年）10月26日 - 大字宗岡の一部から町名「宗岡」が成立[5]（大字がとれる）。
- 1973年（昭和48年）11月1日 - 大字宗岡から上宗岡、中宗岡、下宗岡が分離[11]。この際に先に成立した町名「宗岡」もそれぞれ分割され消滅[12]、大字宗岡のみが残る。
- 1979年（昭和54年）3月 - 宗岡の住居表示を実施[5][13]

## 小・中学校の学区
宗岡地区の市立小・中学校に通う場合、学区は以下の通りとなる。
| 番地 | 小学校                 | 中学校                 |
| --- | ---------------------- | ---------------------- |
| 上宗岡2丁目11～21番 上宗岡3丁目・4丁目・5丁目11～21番 中宗岡2丁目7～17番・31・32番 （※7番34～49号と8番20～26号を除く）                             | 志木市立宗岡第二小学校 | 志木市立宗岡中学校     |
| 上宗岡1丁目・2丁目1～10番・5丁目1～10番 中宗岡1丁目1～7番・10～13番・17～19番 中宗岡5丁目1～18番                                                   | 志木市立宗岡第四小学校 | 志木市立宗岡中学校     |
| 中宗岡1丁目8番・9番・14～16番 中宗岡2丁目1～6番・7番（34～49号） 中宗岡2丁目8番（20～26号）・18～30番・940番 中宗岡3丁目・4丁目・5丁目（19～28番） | 志木市立宗岡小学校     | 志木市立宗岡第二中学校 |
| 下宗岡1～4丁目・大字宗岡字赤野下飛地 | 志木市立宗岡第三小学校 | 志木市立宗岡第二中学校 |

## 交通

### 道路
- 国道463号（浦和所沢バイパス） - 羽根倉橋が架かる。埼玉県道215号宗岡さいたま線と重複。なお、同県道の起点は上宗岡5丁目交差点。
- 埼玉県道40号さいたま東村山線（いろは通り） - 秋ヶ瀬橋が架かる。埼玉県道79号朝霞蕨線と重複。

## 施設
- 志木市総合運動公園

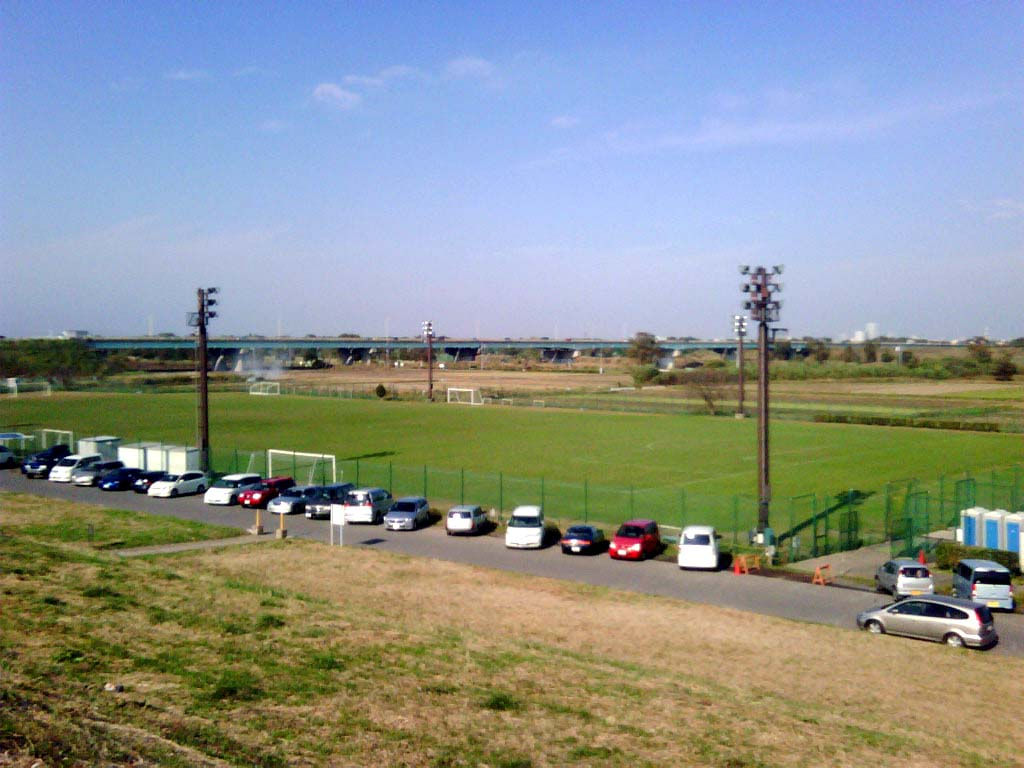
志木総合グラウンド

- 富士見市運動公園 - 敷地の一部が宗岡地内にあたる。
- 志木市立秋ヶ瀬運動公園
- 志木秋ヶ瀬さくら草公園
- 秋ヶ瀬運動公園
- 埼玉県営グランド
- NTT東日本総合グラウンド
- 細田学園グラウンド
- ノーザンカントリークラブ錦ヶ原ゴルフ場 - 一部が地内にあたる。クラブハウスはさいたま市西区塚本町。
- 豊南学園グラウンド
- 東京音楽大学グラウンド
- 秋ヶ瀬取水堰
- 羽根倉揚水場